# Vlaamse Rundveeteelt Vereniging

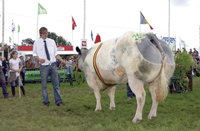
Belgisch witblauw op z'n best. Volka van Daisel (eig. fam. Goddeeris, Diksmuide) wint de 20e nationale prijskamp in Libramont, 2007

De Vlaamse Rundveeteelt Vereniging (VRV vzw) was een Vlaamse coöperatie op het gebied van rundveeverbetering. VRV ging in 2017 samen met CR Delta tot Coöperatie Koninklijke CRV u.a. De leden van deze nieuwe coöperatie zijn eigenaar van de onderneming CRV Holding BV en hebben invloed op de strategie en activiteiten. CRV heeft in België en Nederland zo’n 50.000 leden en/of klanten en ruim 1.000 medewerkers in dienst. Er zijn dochterondernemingen in Brazilië, Nieuw-Zeeland, Tsjechië, Duitsland, Spanje, Engeland en Luxemburg.